# トランク (1921年の映画)
『トランク』は、1921年に日本で公開されたサイレント映画。松竹キネマ製作。

## スタッフ
- 監督：ヘンリー小谷
- 脚本：ヘンリー小谷
- 撮影：ヘンリー小谷

## キャスト
- 勝見庸太郎
- 栗島すみ子
- 仲英之助
- 英百合子